# 坎圖馬約河

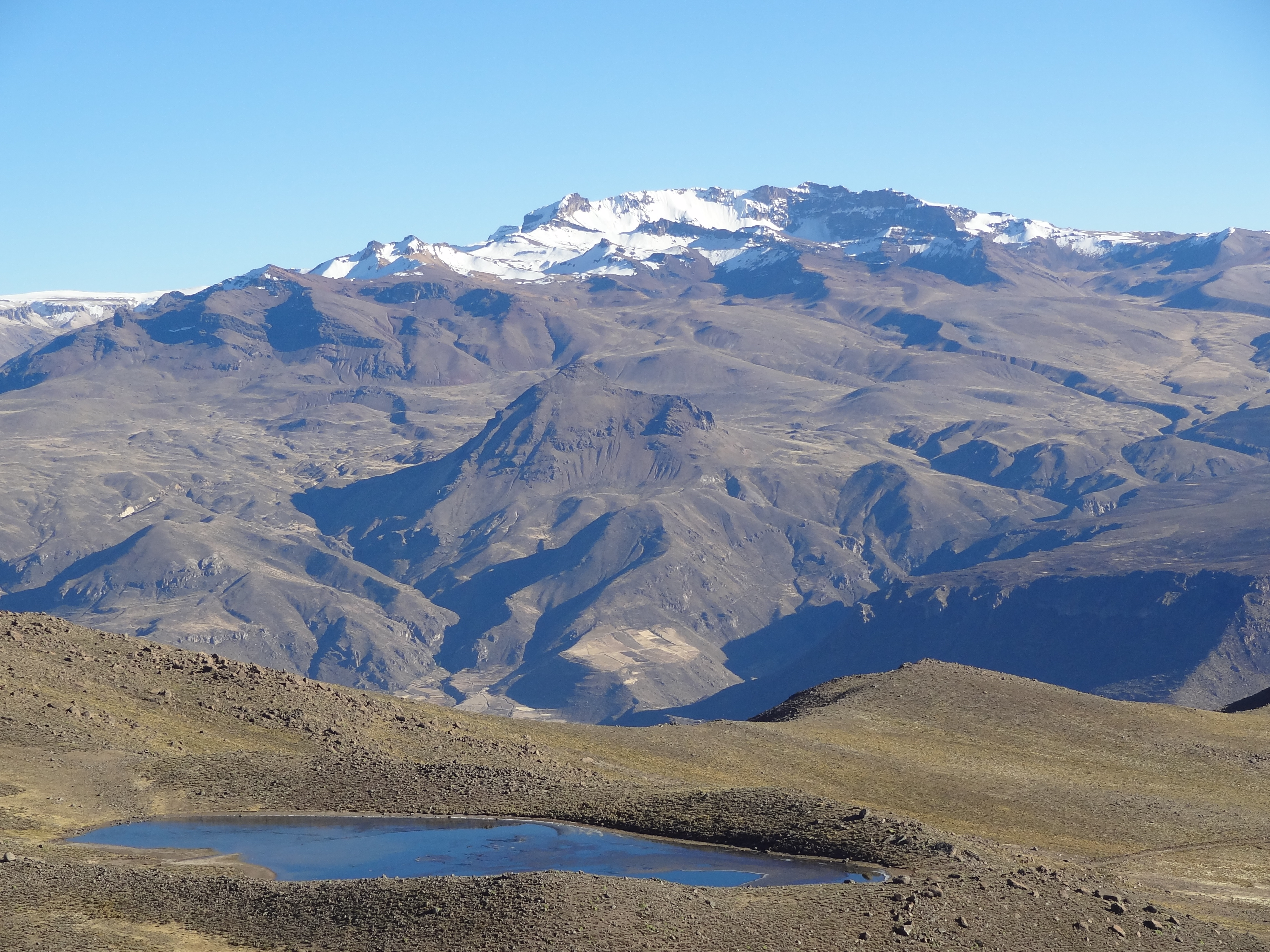
坎圖馬約河谷（右）

坎圖馬約河（Qantumayu）是秘魯的河流，位於該國南部阿雷基帕大區的卡伊尤馬省，發源自奇拉山脈的密斯米雪山東南面，最終注入卡馬納河。